# ده حاجی عباس خان
ده حاجی عباس خان، روستایی است از توابع بخش مرکزی شهرستان هیرمند در استان سیستان و بلوچستان ایران.

## جمعیت
این روستا در دهستان دوست‌محمد قرار داشته و براساس سرشماری سال ۱۳۸۵جمعیت آن ۴۳۹نفر (۸۵خانوار) بوده‌است.